# Christian Voigt (Sänger)
Christian Voigt (* 27. August 1969 in Berlin) ist ein deutscher Opernsänger (Tenor).

## Leben
Voigt begann sein Gesangsstudium in seiner Heimatstadt an der Hochschule für Musik „Hanns Eisler“ Berlin bei Heinz Reeh und Dietrich Fischer-Dieskau und absolvierte als Stipendiat der „Studienstiftung des deutschen Volkes“ Meisterkurse bei Peter Schreier, Josef Protschka, Kurt Equiluz, Wolfram Rieger und René Kollo. Sein erstes Engagement als lyrischer Tenor erhielt er am Theater Vorpommern Stralsund/Greifswald.
Engagements führten ihn in mehrere europäische Länder wie etwa Österreich, Schweiz, Italien, Frankreich, Belgien, die Niederlande, Dänemark, Polen, Estland und Ungarn, wo er unter bedeutenden Dirigenten wie Nikolaus Harnoncourt, Helmuth Rilling, Philippe Herreweghe, Gerd Albrecht, Dietfried Bernet, Will Humburg oder Michael Schønwandt und mit bekannten Orchestern wie dem Chamber Orchestra of Europe, La Chapelle Royale / Orchestre des Champs-Elysees, der Staatskapelle Berlin, dem Bach-Collegium Stuttgart oder dem Danish Radio Orchestra sang.
Er gastiert oftmals bei den Musikfestivals Styriarte in Graz, den Richard-Strauss-Festspielen in Garmisch-Partenkirchen, den Bad Hersfelder Opernfestspielen, den Wiener Festwochen, den Dresdner Musikfestspielen, den Schwetzinger Festspielen und der Schubertiade Feldkirch.

## Repertoire (Auswahl)
- Florestan in Fidelio von Ludwig van Beethoven
- Mario Cavaradossi in Tosca von Giacomo Puccini
- Gabriel von Eisenstein in Die Fledermaus von Johann Strauss
- Balduin Graf Zedlau in Wiener Blut von Johann Strauss
- Bacchus in Ariadne auf Naxos von Richard Strauss
- Siegmund in Die Walküre von Richard Wagner
- Siegfried in Siegfried und Götterdämmerung von Richard Wagner
- Lohengrin in Lohengrin von Richard Wagner
- Parsifal in Parsifal von Richard Wagner
- Tristan in Tristan und Isolde von Richard Wagner
- Tannhäuser in Tannhäuser und der Sängerkrieg auf Wartburg von Richard Wagner
- Oberon in Oberon (Weber) von Carl Maria von Weber

## Preise, Auszeichnungen
- 1995: Preisträger des 6. Internationalen Mozart-Wettbewerbes in Salzburg
- 2009/10: Nominierung als Nachwuchssänger des Jahres durch die Fachzeitschrift für Musiktheater Opernwelt